# Fourth Division 1980-1981
La Fourth Division 1980-1981 è stato il 23º campionato inglese di calcio di quarta divisione. Ad aggiudicarsi la vittoria è stato il Southend United, che grazie al suo primo titolo di quarta divisione, è risalito dopo una sola stagione nella categoria superiore. Le altre promozioni in Third Division sono state invece conseguite dal Lincoln City (2º classificato), dal Doncaster Rovers (3º classificato, che torna in terza divisione dopo undici anni) e dal Wimbledon FC (4º classificato, alla seconda promozione nel giro di due anni).
Capocannoniere del torneo è stato Alan Cork (Wimbledon FC) con 23 reti.

## Stagione

### Novità
Al termine della stagione precedente insieme ai campioni di lega del Huddersfield Town, salirono in Third Division anche: il Walsall (2º classificato), il Newport County (3º classificato) ed il Portsmouth (4º classificato)
Queste squadre furono rimpiazzate dalla quattro retrocesse provenienti dalla divisione superiore: Bury, Southend United, Mansfield Town e Wimbledon FC.
L'Hereford United, il Darlington, il Crewe Alexandra ed il Rochdale che occuparono le ultime quattro posizioni della classifica, vennero rieletti in Football League dopo una votazione che ebbe il seguente responso (a partire da questa stagione l'ammissione al processo elettivo dei club non-league, fu riservata ad un rappresentante della neonata Alliance Premier League):
| Club            | Lega                    | Voti | Verdetto   |
| --------------- | ----------------------- | ---- | ---------- |
| Darlington      | Fourth Division         | 49   | Rieletto   |
| Crewe Alexandra | Fourth Division         | 48   | Rieletto   |
| Hereford United | Fourth Division         | 28   | Rieletto   |
| Rochdale        | Fourth Division         | 26   | Rieletto   |
| Altrincham      | Alliance Premier League | 25   | Non Eletto |

### Formula
Le prime quattro classificate venivano promosse in Third Division, mentre le ultime quattro erano sottoposte al processo di rielezione.

## Squadre partecipanti
| Squadra             | Città                    | Stadio            | Stagione precedente                     |
| ------------------- | ------------------------ | ----------------- | --------------------------------------- |
| Aldershot           | Aldershot                | Recreation Ground | 10º posto in Fourth Division            |
| Bournemouth         | Bournemouth              | Dean Court        | 11º posto in Fourth Division            |
| Bradford City       | Bradford                 | Valley Parade     | 5º posto in Fourth Division             |
| Bury                | Bury                     | Gigg Lane         | 21º posto in Third Division, retrocesso |
| Crewe Alexandra     | Crewe                    | Gresty Road       | 23º posto in Fourth Division, rieletto  |
| Darlington          | Darlington               | Feethams Ground   | 22º posto in Fourth Division, rieletto  |
| Doncaster Rovers    | Doncaster                | Belle Vue         | 12º posto in Fourth Division            |
| Lincoln City        | Lincoln                  | Sincil Bank       | 7º posto in Fourth Division             |
| Halifax Town        | Halifax                  | The Shay          | 18º posto in Fourth Division            |
| Hartlepool United   | Hartlepool               | Victoria Park     | 19º posto in Fourth Division            |
| Hereford United     | Hereford                 | Edgar Street      | 21º posto in Fourth Division, rieletto  |
| Mansfield Town      | Mansfield                | Field Mill        | 23º posto in Third Division, retrocesso |
| Northampton Town    | Northampton              | County Ground     | 13º posto in Fourth Division            |
| Peterborough United | Peterborough             | London Road       | 8º posto in Fourth Division             |
| Port Vale           | Stoke on Trent (Burslem) | Vale Park         | 20º posto in Fourth Division            |
| Rochdale            | Rochdale                 | Spotland Stadium  | 24º posto in Fourth Division, rieletto  |
| Scunthorpe United   | Scunthorpe               | Old Showground    | 14º posto in Fourth Division            |
| Southend United     | Southend on Sea          | Roots Hall        | 22º posto in Third Division, retrocesso |
| Stockport County    | Stockport                | Edgeley Park      | 16º posto in Fourth Division            |
| Torquay United      | Torquay                  | Plainmoor         | 9º posto in Fourth Division             |
| Tranmere Rovers     | Birkenhead               | Prenton Park      | 15º posto in Fourth Division            |
| Wigan Athletic      | Wigan                    | Springfield Park  | 6º posto in Fourth Division             |
| Wimbledon FC        | Londra (Wimbledon)       | Plough Lane       | 24º posto in Third Division, retrocesso |
| York City           | York                     | Bootham Crescent  | 17º posto in Fourth Division            |

## Classifica finale
|  | Pos. | Squadra          | Pt | G  | V  | N  | P  | GF | GS | DR  |
|  | ---- | ---------------- | -- | -- | -- | -- | -- | -- | -- | --- |
|  | 1    | Southend Utd     | 67 | 46 | 30 | 7  | 9  | 79 | 31 | +48 |
|  | 2    | Lincoln City     | 65 | 46 | 25 | 15 | 6  | 66 | 25 | +41 |
|  | 3    | Doncaster        | 56 | 46 | 22 | 12 | 12 | 59 | 49 | +10 |
|  | 4    | Wimbledon FC     | 55 | 46 | 23 | 9  | 14 | 64 | 46 | +18 |
|  | 5    | Peterborough Utd | 52 | 46 | 17 | 18 | 11 | 68 | 54 | +14 |
|  | 6    | Aldershot        | 50 | 46 | 18 | 14 | 14 | 43 | 41 | +2  |
|  | 7    | Mansfield Town   | 49 | 46 | 20 | 9  | 17 | 58 | 44 | +14 |
|  | 8    | Darlington       | 49 | 46 | 19 | 11 | 16 | 65 | 59 | +6  |
|  | 9    | Hartlepool Utd   | 49 | 46 | 20 | 9  | 17 | 64 | 61 | +3  |
|  | 10   | Northampton Town | 49 | 46 | 18 | 13 | 15 | 65 | 67 | -2  |
|  | 11   | Wigan            | 47 | 46 | 18 | 11 | 17 | 51 | 55 | -4  |
|  | 12   | Bury             | 45 | 46 | 17 | 11 | 18 | 70 | 62 | +8  |
|  | 13   | Bournemouth      | 45 | 46 | 16 | 13 | 17 | 47 | 48 | -1  |
|  | 14   | Bradford City    | 44 | 46 | 14 | 16 | 16 | 53 | 60 | -7  |
|  | 15   | Rochdale         | 43 | 46 | 14 | 15 | 17 | 60 | 70 | -10 |
|  | 16   | Scunthorpe Utd   | 42 | 46 | 11 | 20 | 15 | 60 | 69 | -9  |
|  | 17   | Torquay Utd      | 41 | 46 | 18 | 5  | 23 | 55 | 63 | -8  |
|  | 18   | Crewe Alexandra  | 40 | 46 | 13 | 14 | 19 | 48 | 61 | -13 |
|  | 19   | Port Vale        | 39 | 46 | 12 | 15 | 19 | 57 | 70 | -13 |
|  | 20   | Stockport County | 39 | 46 | 16 | 7  | 23 | 44 | 57 | -13 |
|  | 21   | Tranmere         | 36 | 46 | 13 | 10 | 23 | 59 | 73 | -14 |
|  | 22   | Hereford Utd     | 35 | 46 | 11 | 13 | 22 | 38 | 62 | -24 |
|  | 23   | Halifax Town     | 34 | 46 | 11 | 12 | 23 | 44 | 71 | -27 |
|  | 24   | York City        | 33 | 46 | 12 | 9  | 25 | 47 | 66 | -19 |

Legenda:
      Promosso in Third Division 1981-1982.
      Rieletto nella Football League.
Regolamento:
Due punti a vittoria, uno a pareggio, zero a sconfitta.
A parità di punti le squadre venivano classificate secondo la differenza reti.